# Neckeraceae
Famille
Les Neckeraceae sont une famille de mousses de l'ordre des Hypnales.

## Répartition
La famille comprend plus de sept cents espèces réparties dans le monde entier.

## Description
Ce sont des mousses de tailles très diverses, vertes, jaunâtres ou brunâtres, brillantes ou ternes. Les tiges sont rampantes ou forment un stipe perpendiculaire au substrat ; les branches secondaires se placent régulièrement le long de la tige ou seulement distalement. Les paraphylles sont absents ou présents, peu nombreux ou nombreux, simples ou ramifiés ; les pseudoparaphylles sont filamenteux à foliacés. Les rhizoïdes sont présents uniquement sur la tige primaire ou à l'extrémité des branches qui touchent le substrat. Les feuilles primaires, comme les feuilles secondaires de la tige et des branches, présentent des formes très diverses selon les genres.

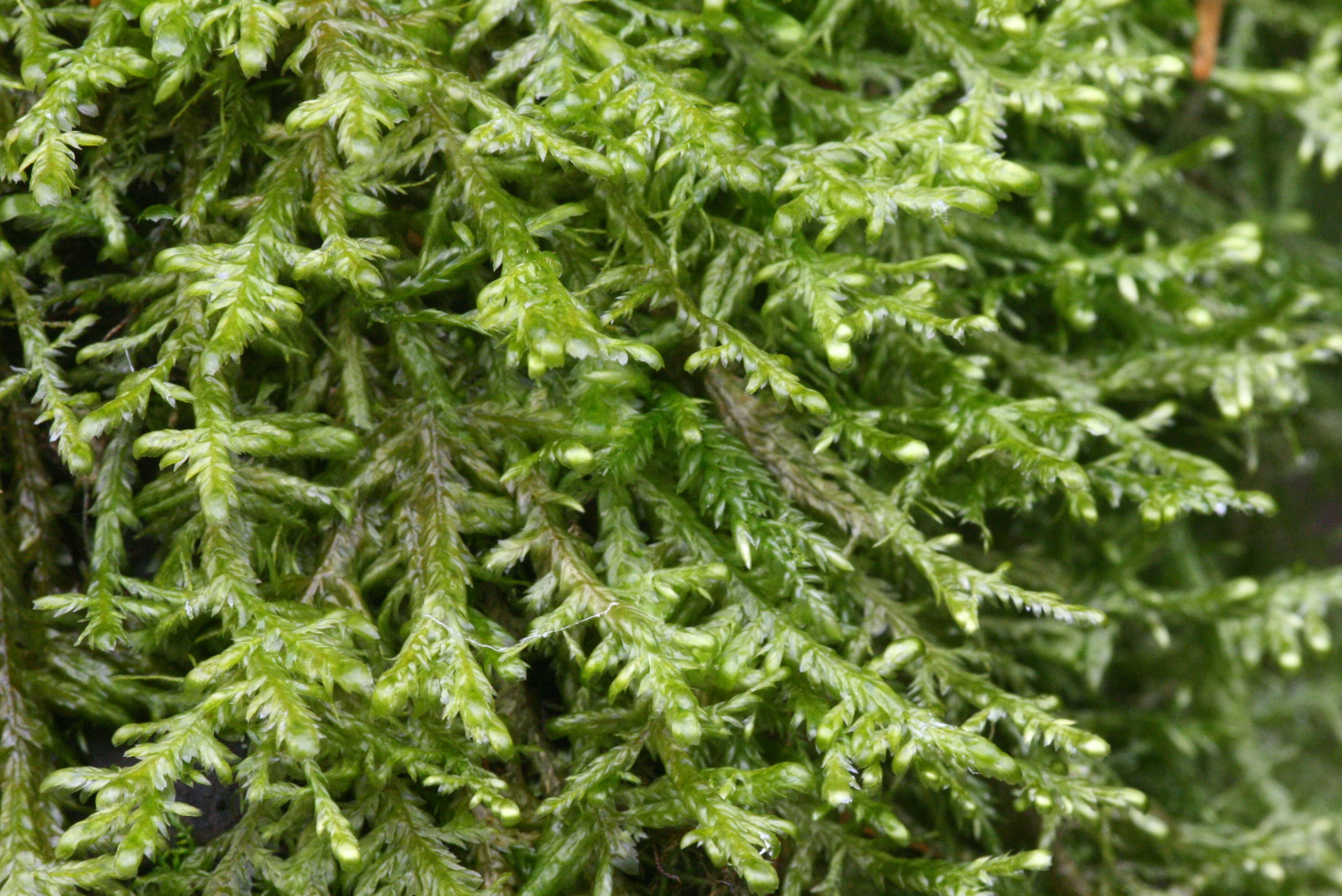
Neckera complanata.
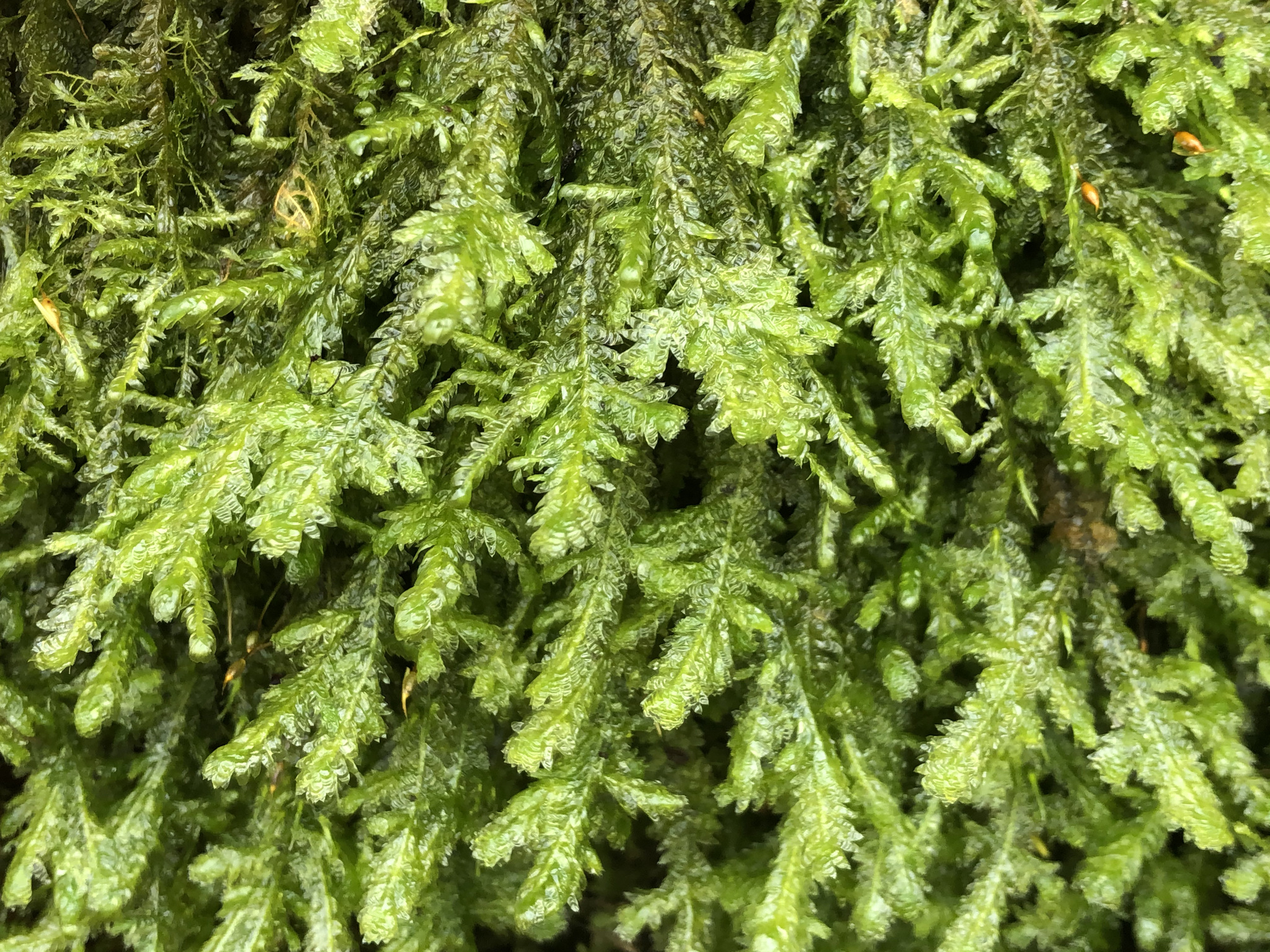
Exsertotheca crispa.
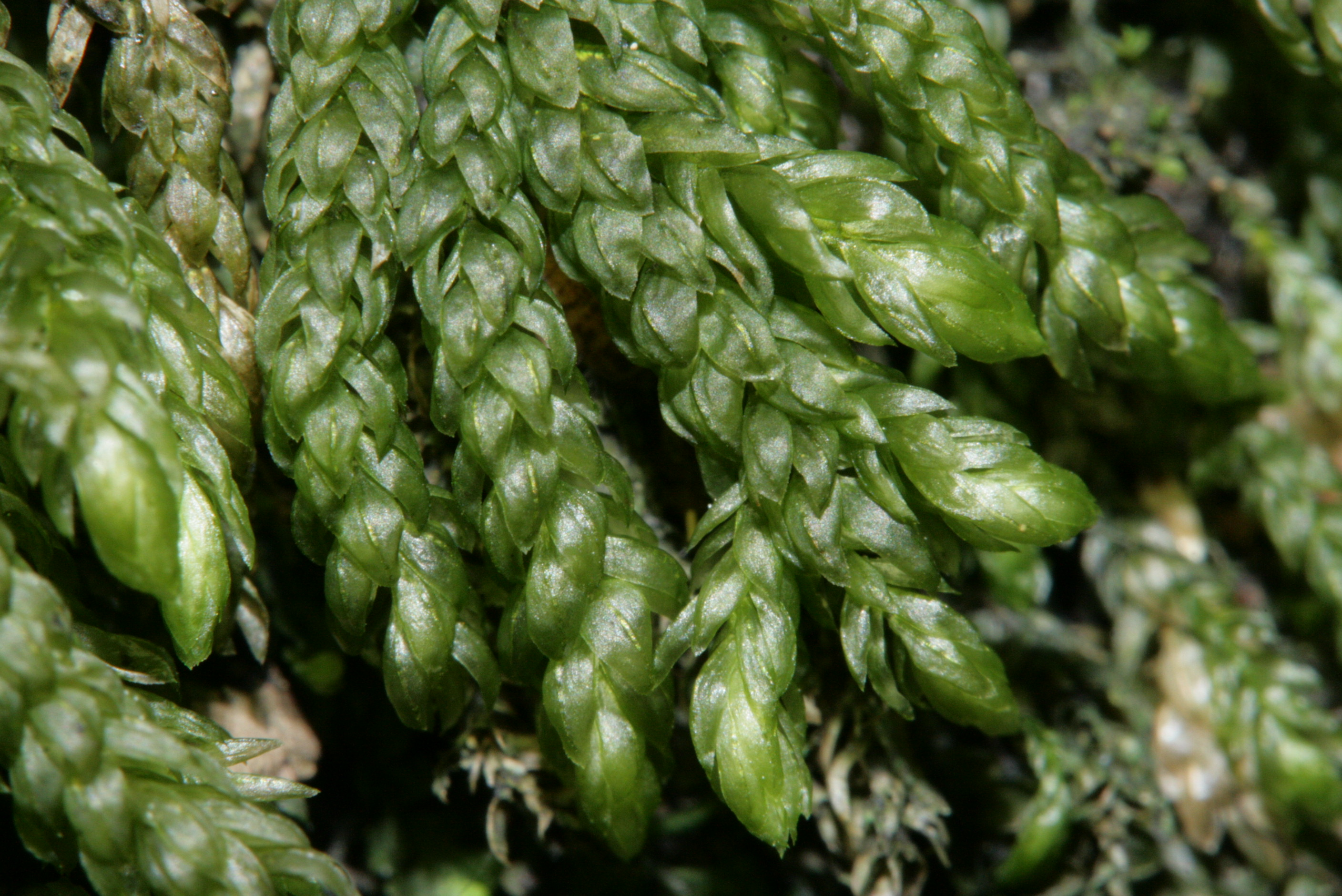
Thamnobryum neckeroides.
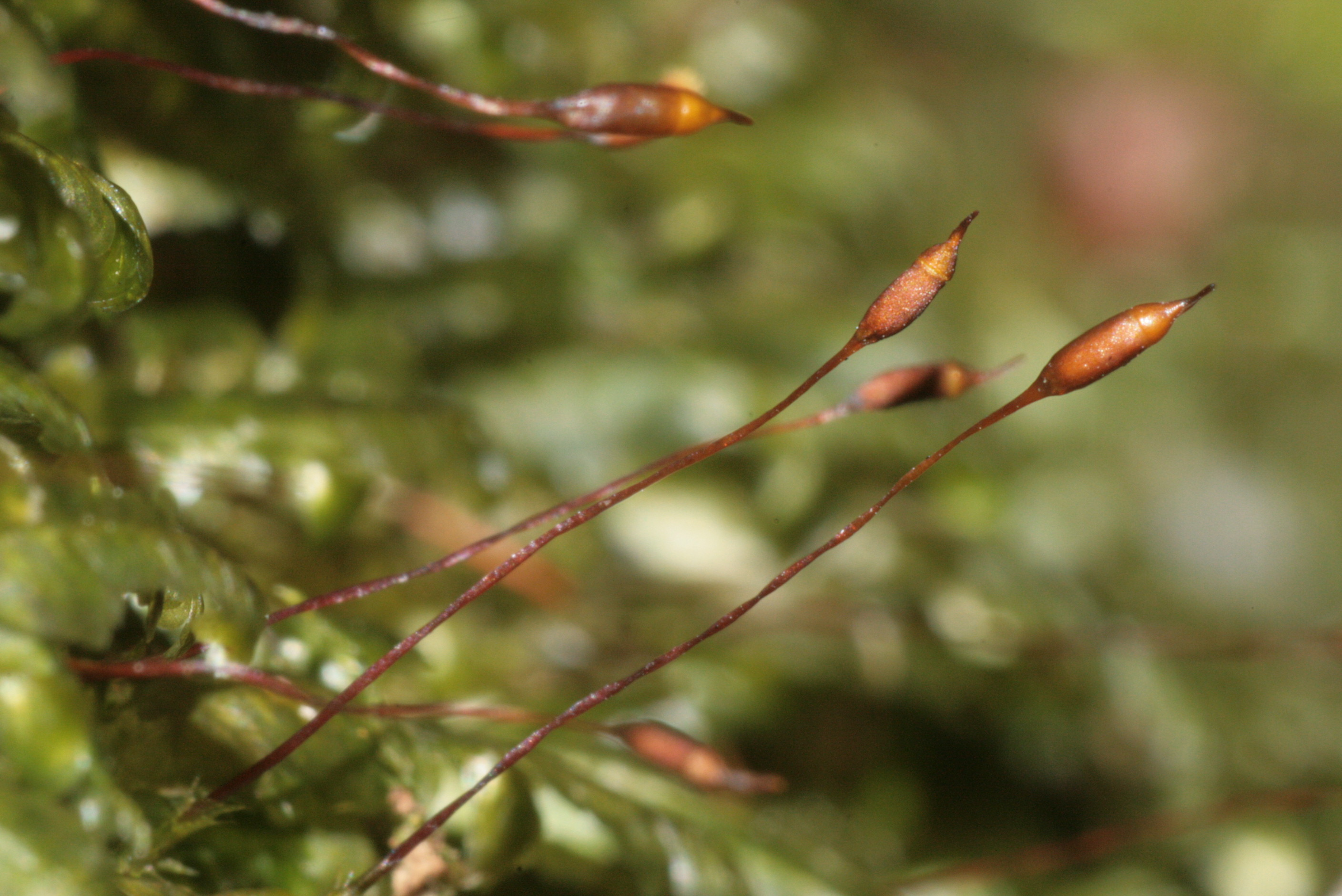
Homalia trichomanoides.
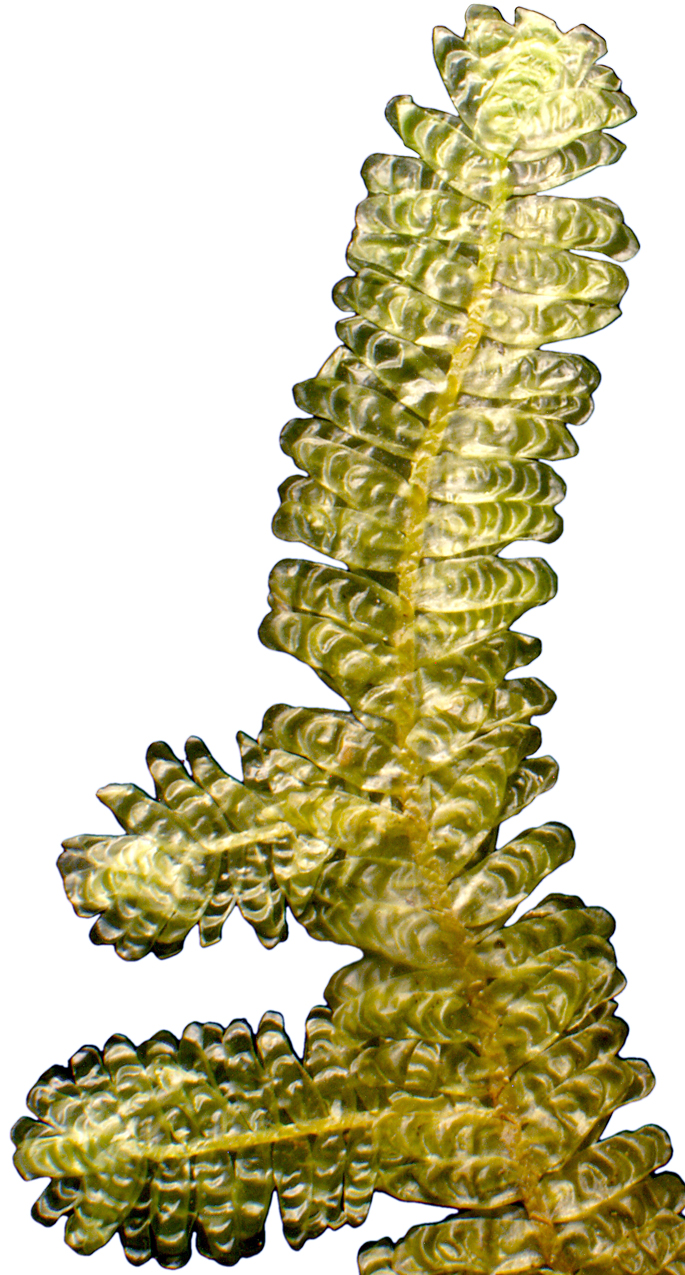
Neckeropsis lepineana.

Les membres de cette famille ont une condition sexuelle synoïque, autoïque ou dioïque. Le fruit est une capsule érigée, subérectée ou horizontale, immergée ou exsérée ; le péristome est double (simple chez le genre Neomacounia) ; l'exostome possède une surface externe lisse ou striée, papillaire à l'extrémité distale ; la membrane basale de l'endostome est basse ou haute, à segments linéaires à lancéolés, lisses à papillaires, perforés le long de la quille par des fentes étroites, les cils absents ou au nombre de un à trois, souvent coniques. Le calice est cucullaire, nu ou poilu. Les spores sont papillaires à finement papillaires.

## Systématique
Le nom scientifique de ce taxon est Neckeraceae, choisi en 1856 par le botaniste alsacien Guillaume Philippe Schimper. Neckera Hedw. est le genre type.
Neckeraceae a pour synonymes :
- Homaliaceae Schimp.
- Leptodontaceae Schimp.
- Thamniaceae Mönk.
- Thamnioideae M. Fleisch.
- Thamnobryaceae Margad. & During
- Thamnobryaceae W.R. Buck & Vitt

## Liste des genres
Selon la World Flora Online (WFO) (25 décembre 2021) :
- Alleniella S. Olsson, Enroth & D. Quandt
- Arbuscula
- Baldwiniella Broth.
- Bissetia Broth. ex M. Fleisch.
- Circulifolium S. Olsson, Enroth & D. Quandt
- Cryptopodia
- Curvicladium Enroth
- Distichia
- Echinodiopsis S. Olsson, Enroth & D. Quandt
- Eleutera
- Exsertotheca S. Olsson, Enroth & D. Quandt
- Handeliobryum Broth.
- Himantocladium (Mitt.) M. Fleisch.
- Homalia Brid.
- Homaliadelphus Dixon & P. de la Varde
- Homaliodendron M. Fleisch.
- Homaliopsis
- Hydrocryphaea Dixon
- Isodrepanium (Mitt.) E. Britton
- Limbella (Müll. Hal.) Broth.
- Metaneckera Steere
- Neckera Hedw.
- Neckerites Ignatov & Perkovsky
- Neckeropsis Reichardt
- Neomacounia Ireland
- Noguchiodendron T.N. Ninh & Pócs
- Pendulothecium Enroth & S. He
- Pinnatella M. Fleisch.
- Porothamnium M. Fleisch.
- Porotrichum (Brid.) Hampe
- Rhystophyllum
- Shevockia Enroth & Meng-Cheng Ji
- Thamnium
- Thamnobryum Nieuwl.
- Thamnomalia S. Olsson, Enroth & D. Quandt
- Touwia Ochyra

Selon GBIF (25 décembre 2021) :
- Alleniella S.Olsson, Enroth & D.Quandt
- Arbuscula H.A.Crum et al.
- Baldwiniella M.Fleisch.
- Bissetia Broth.
- Bissetia V.F.Brotherus ex M.Fleischer, 1906
- Braunia Hornschuch, 1828
- Bryolawtonia D.H.Norris & Enroth
- Circulifolium S.Olsson, J.Enroth & D.Quandt, 2010
- Crassiphyllum Ochyra
- Cryptopodia Röhling, 1812
- Curvicladium Enroth
- Dendro-Leskea Hampe, 1869
- Distichia Brid.
- Dixonia Horik. & Ando
- Dolichomitra Broth.
- Echinodiopsis
- Eleutera Stuntz, 1900
- Exsertotheca S.Olsson, Enroth & D.Quandt
- Handeliobryum Broth.
- Himantocladium (Mitt.) M.Fleisch.
- Homalia (Brid.) Schimp.
- Homalia Brid.
- Homaliadelphus Dixon & P.de la Varde
- Homaliodendron M.Fleisch.
- Homaliopsis
- Hydrocryphaea Dixon
- Isodrepanium (Mitt.) Britton
- Iwatsukiella W.R.Buck & H.A.Crum
- Limbella
- Lomoporotrichum Müller Hal., 1902
- Metaneckera W.C.Steere, 1967
- Neckera Hedw.
- Neckeradelphus Lazarenko, 1941
- Neckerites
- Neckeromnion S.Olsson, Enroth, Huttunen & D.Quandt, 2016
- Neckeropsis Reichardt
- Neomacounia Ireland
- Noguchiodendron Ninh & Pócs
- Omalia (Russow) Zick.
- Omalia S.E.Bridel, 1827
- Pendulothecium Enroth & S.He
- Pinnatella M.Fleisch.
- Porothamnium M.Fleisch.
- Porotrichodendron M.Fleisch.
- Porotrichopsis Broth. & Herzog
- Porotrichum (Brid.) Hampe
- Pseudanomodon (Limpr.) Ignatov & Fedosov
- Shevockia J.Enroth & M.C.Ji, 2006
- Thamnium Schimp.
- Thamnobryum Nieuwl.
- Thamnomalia S.Olsson, Enroth & D.Quandt
- Touwia Ochyra